# Komara
Komara (dawn. alt. Komora) – część wsi Krasiczyn w Polsce,położona w województwie podkarpackim, w powiecie przemyskim, w gminie Krasiczyn. Leży na wschód od centrum Krasiczyna.

## Historia
Dawniej samodzielna wieś i gmina jednostkowa w powiecie przemyskim Królestwa Galicji i Lodomerii. W II RP już nie figuruje jako samodzielna gmina, lecz jako część gminy Krasiczyn. Od 1934 w zbiorowej gminie Prałkowce.